# Contrôle de la liaison logique
 (signalé en mai 2025).
Si vous disposez d'ouvrages ou d'articles de référence ou si vous connaissez des sites web de qualité traitant du thème abordé ici, merci de compléter l'article en donnant les références utiles à sa vérifiabilité et en les liant à la section « Notes et références ».
- Archive Wikiwix
- Bing
- Cairn
- DuckDuckGo
- E. Universalis
- Gallica
- Google
- G. Books
- G. News
- G. Scholar
- Persée
- Qwant
- (zh) Baidu
- (ru) Yandex
- (wd) trouver des œuvres sur Wikidata

La sous-couche de contrôle de la liaison logique (Logical Link Control en anglais, ou LLC) est la moitié haute de la couche de liaison de données du modèle OSI. Elle permet de fiabiliser le protocole MAC par un contrôle d'erreur et un contrôle de flux (LLC 802.2 commun à tous les protocoles MAC 802.x).

## Trois types de service de transmission
- LLC type 1 : aucun contrôle supplémentaire ; simple aiguillage des données vers les protocoles de couche 3. Mode non connecté, datagramme sans acquittement.
- LLC type 2 : type 1 + contrôle de séquence + contrôle de flux ; Mode connecté avec acquittement. Utilisé par token ring.
- LLC type 3 : type 1 + acquittement de trame. Mode rajouté à la norme initiale pour les besoins des réseaux industriels. Mode non connecté avec acquittement.

## Différents champs de la trame
- DSAP (1 octet) : Destination Service Access Point, désigne le protocole supérieur destinataire des données.
- SSAP (1 octet) : Source Service Access Point, désigne le protocole qui a émis la trame LLC.
- Contrôle (1 ou 2 octets).
  - Information (2 octets) : indique le numéro de trame envoyée et le numéro de trame attendue, 1 octet par information.
  - Supervision (2 octets) : indique le type de contrôle (RR, RNR ou Reject) en 2 bits, et le numéro de trame attendue en un byte.
  - Non numérotée (1 octet) : indique une condition en 5 bits
- Données utiles : de 43 à 1497 octets.

## Code protocole IEEE (pour DSAP et SSAP)
- 06 : TCP/IP
- 7F : IEEE 802.2
- 04,05,08,0C : SNA
- E0 : Novell Netware
- F0 : Netbios...

Le champ Contrôle contient l'information protocolaire, il contient le type de service LLC demandé (type 1, 2, 3) + les indicateurs de contrôles correspondants.